# ماده عجیب
ماده عجیب (انگلیسی: Strange matter) یک ماده کوارکی حاوی کوارک های شگفت است. در محیط های شدید، احتمال بر این است که ماده عجیب در هسته ستاره‌های نوترونی یا به عنوان قطرات مجزایی که ممکن است اندازه‌شان از فمتومتر تا کیلومتر متفاوت باشد، وجود دارد. مانند ستارگان عجیب ، در چگالی بالا انتظار می رود که ماده عجیب ابررسانای رنگی باشد. 
ماده معمولی که به آن ماده اتمی نیز گفته می شود از اتم ها تشکیل شده است که تقریباً تمام ماده در هسته اتم متمرکز شده است. ماده هسته ای مایعی است که از نوترون ها و پروتون ها تشکیل شده است و آنها خود از کوارک های بالا و پایین تشکیل شده اند. ماده کوارک شکل متراکم شده ای از ماده است که کاملاً از کوارک ها تشکیل شده است. هنگامی که ماده کوارکی حاوی کوارک های عجیب نباشد، گاهی اوقات به آن ماده کوارکی غیرعجیب نیز گفته می شود.

## متن مقاله
در فیزیک ذرات و اخترفیزیک ، اصطلاح «ماده عجیب» در دو زمینه مختلف استفاده می‌شود، یکی وسیع‌تر و دیگری خاص‌تر و فرضی‌تر:  
1. در زمینه وسیع تر، درک فعلی ما از قوانین طبیعت پیش‌بینی می‌کند که وقتی ماده هسته‌ای (ساخته شده از پروتون و نوترون ) فراتر از چگالی بحرانی فشرده شود، می‌توان ماده عجیبی ایجاد کرد. در این فشار و چگالی بحرانی، پروتون‌ها و نوترون‌ها به کوارک‌ها تجزیه می‌شوند و ماده کوارکی و ماده عجیب به وجود می‌آیند.
2. یک فرضیه خاص تر این است که ماده کوارک حالت پایه واقعی همه مواد است و بنابراین از مواد هسته ای معمولی پایدارتر است. این ایده به عنوان "فرضیه ماده عجیب" یا فرضیه بودمر - ویتن شناخته می شود. [۴] [۵] بر اساس این فرضیه، هسته‌های اتم‌هایی که در اطراف خود می‌بینیم، حتی زمانی که فشار بحرانی خارجی صفر باشد، فقط ناپایدار هستند، و با توجه به زمان کافی (یا محرک مناسب)، هسته‌ها به قطرات پایدار ماده عجیب تجزیه می‌شوند. به قطرات ماده عجیب نیز استرانگلت گفته می شود.

## پایداری ماده عجیب در فشار بالا
در کل، اگر فشار در هسته آنها به اندازه کافی بالا باشد (یعنی بالاتر از فشار بحرانی) ممکن است ماده عجیبی در داخل ستارگان نوترونی رخ دهد. در نوع چگالی و فشار بالایی که در مرکز یک ستاره نوترونی انتظار داریم، ماده کوارکی احتمالاً ماده عجیبی خواهد بود. اگر جرم موثر کوارک عجیب خیلی زیاد باشد، می‌توان آن را ماده کوارکی غیرعجیب تصور کرد. کوارک‌های افسون و کوارک‌های سنگین‌تر فقط در چگالی‌های بسیار بالاتر رخ می‌دهند.
ماده عجیب به عنوان راهی برای کاهش فشار انحطاط به وجود می آید. اصل طرد پائولی فرمیون هایی مانند کوارک ها را از اشغال موقعیت و سطح انرژی یکسان منع می کند. هنگامی که چگالی ذرات به اندازه کافی بالا باشد که تمام سطوح انرژی زیر انرژی حرارتی موجود قبلاً اشغال شده باشد، افزایش چگالی بیشتر مستلزم افزایش مقداری از انرژی به سطوح بالاتر و غیر اشغالی است. این نیاز به انرژی برای ایجاد فشرده سازی به صورت فشار ظاهر می شود. به طور معمول، ماده از دو برابر کوارک های پایین تشکیل شده است (شارژ -1/3e ) به عنوان کوارک های بالا (شارژ +2/3e )، بنابراین فشار انحطاط کوارک های پایین بر ماده کوارک خنثی الکتریکی غالب است. با این حال، زمانی که سطح انرژی مورد نیاز به اندازه کافی بالا باشد، یک جایگزین در دسترس می شود: نیمی از کوارک های پایین می توانند به کوارک های عجیب تبدیل شوند (شارژ -1/3e ). مقدار بالاتر جرم سکون کوارک عجیب مقداری انرژی هزینه می کند، اما با باز کردن مجموعه ای از سطوح انرژی اضافی، میانگین انرژی هر ذره می تواند کمتر شود، :5 ماده عجیب را پایدارتر از ماده کوارکی غیرعجیب می کند.
یک ستاره نوترونی با هسته ماده کوارکی اغلب   یک ستاره ترکیبی نامیده می شود. با این حال، دشوار است که بدانیم آیا ستارگان ترکیبی واقعاً در طبیعت وجود دارند، زیرا فیزیکدانان در حال حاضر تصور کمی از ارزش احتمالی فشار یا چگالی بحرانی دارند. محتمل به نظر می رسد که انتقال به ماده کوارک زمانی رخ داده باشد که جدایی بین نوکلئون ها بسیار کوچکتر از اندازه آنها شود، بنابراین چگالی بحرانی باید کمتر از حدود 100 برابر چگالی اشباع هسته ای باشد. اما تخمین دقیق‌تری هنوز در دسترس نیست، زیرا برهمکنش قوی‌ای که بر رفتار کوارک‌ها حاکم است از نظر ریاضی غیرقابل حل است، و محاسبات عددی با استفاده از شبکه QCD در حال حاضر توسط مسئله علامت فرمیون مسدود شده‌اند.
یکی از حوزه‌های اصلی فعالیت در فیزیک ستاره‌های نوترونی، تلاش برای یافتن نشانه‌های قابل مشاهده است که با آن بتوانیم بگوییم که آیا ستارگان نوترونی ماده کوارکی (احتمالاً ماده عجیب) در هسته خود دارند یا خیر.

## پایداری ماده عجیب در فشار صفر
اگر "فرضیه ماده عجیب" درست باشد، پس ماده هسته ای در برابر تجزیه شدن به ماده عجیب ، ناپایدار است. طول عمر پوسیدگی خود به خود بسیار طولانی است، بنابراین ما نمی بینیم که این روند پوسیدگی در اطراف ما اتفاق می افتد.  با این حال، تحت این فرضیه باید ماده عجیب در جهان وجود داشته باشد:
1. ستارگان کوارکی (که اغلب به آنها "ستاره های عجیب" می گویند) از ماده کوارکی از هسته تا سطحشان تشکیل شده اند. عرض آنها چندین کیلومتر خواهد بود و ممکن است پوسته بسیار نازکی از ماده هسته ای داشته باشند. [۳]
2. استرانگلت ها قطعات کوچکی از ماده عجیب هستند، شاید به کوچکی هسته. آنها هنگام تشکیل یا برخورد ستارگان عجیب، یا زمانی که یک هسته از بین می رود، تولید می شوند.